# 岸田法眼
岸田 法眼（きしだ ほうがん）は、日本の著作家、評論家。
2007年よりフリーランスのライター活動を開始し、レイルウェイ・ライターの肩書で鉄道に関する記事をメインに執筆している。栃木県出身。

## 来歴
2006年、自身のブログにYahoo!セカンドライフ編集部からコメントされた ことをきっかけに翌年からフリーライターとして執筆活動を開始。2018年に初の著書『波瀾万丈の車両』を発売した。

## 著書
- 『波瀾万丈の車両 — 様々な運命をたどった鉄道車両列伝』（2018年9月7日、アルファベータブックス ISBN 9784865980592）
- 『東武鉄道大追跡』[5]（2021年2月10日、アルファベータブックス ISBN 9784865980844）